# Hoenea helenae
Hoenea helenae är en fjärilsart som beskrevs av László Anthony Gozmány 1970. Hoenea helenae ingår i släktet Hoenea och familjen Lecithoceridae. Inga underarter finns listade i Catalogue of Life.